# Втрати 39-го окремого мотопіхотного батальйону
У статті описано деталі загибелі бійців 39-го окремого мотопіхотного батальйону.
| Ім'я                                            | Дата смерті    | Обставини |
| ----------------------------------------------- | -------------- | --- |
| солдат Косенко Василь Сергійович                | 11 липня 2014  | обстріл блокпосту в районі села Многопілля (Амвросіївський район)                                                                           |
| старший сержант Буша Костянтин Олександрович    | 21 липня 2014  | підрив мікроавтобуса на блокпосту біля селища Кам'янка (Бахмутський район)                                                                  |
| старший сержант Волошин Ігор Анатолійович       | 21 липня 2014  | підрив мікроавтобуса на блокпосту біля селища Кам'янка (Бахмутський район)                                                                  |
| старший солдат Кривсун Юрій Олександрович       | 21 липня 2014  | підрив мікроавтобуса на блокпосту біля селища Кам'янка (Бахмутський район)                                                                  |
| старший солдат Загородній Олександр Сергійович  | 21 липня 2014  | підрив мікроавтобуса на блокпосту біля селища Кам'янка (Бахмутський район)                                                                  |
| солдат Калаянов Олександр Іванович              | 21 липня 2014  | підрив мікроавтобуса на блокпосту біля селища Кам'янка (Бахмутський район)                                                                  |
| солдат Лубенець Вадим Ігорович                  | 22 серпня 2014 | помер від поранень під Кураховим |
| старший сержант Жабінець Олександр Михайлович   | 24 серпня 2014 | між селами Світле і Чумаки Старобешівського району під час наступу загонів терористів в тил українському угрупуванню, що діяло в Іловайську |
| сержант Сагайдак Юрій Михайлович                | 24 серпня 2014 | на блокпосту під час наступу російських військ та загонів сепаратистів біля Новодворського під Іловайськом                                  |
| молодший сержант Ряженцев Сергій Геннадійович   | 24 серпня 2014 | між селами Світле і Чумаки Старобешівського району під час наступу загонів терористів в тил українському угрупуванню, що діяло в Іловайську |
| молодший сержант Шевченко Володимир Олексійович | 24 серпня 2014 | на блокпосту під час наступу російських військ та загонів сепаратистів біля Новодворського під Іловайськом                                  |
| молодший сержант Яровий Володимир Валентинович  | 24 серпня 2014 | на блокпосту під час наступу російських військ та загонів сепаратистів біля Новодворського під Іловайськом                                  |
| солдат Шмалій Валерій Олександрович             | 24 серпня 2014 | між селами Світле і Чумаки Старобешівського району під час наступу загонів терористів в тил українському угрупуванню, що діяло в Іловайську |
| солдат Ністратенко Сергій Олександрович         | 29 серпня 2014 | під час виходу з Іловайського котла т.зв. "Зеленим коридором"                                                                               |
| солдат Самосадов Олександр Сергійович           | 29 серпня 2014 | під час виходу з Іловайського котла т.зв. "Зеленим коридором"                                                                               |